# Mesosa nigrofasciaticollis
Mesosa nigrofasciaticollis là một loài bọ cánh cứng trong họ Cerambycidae.